# IJskap

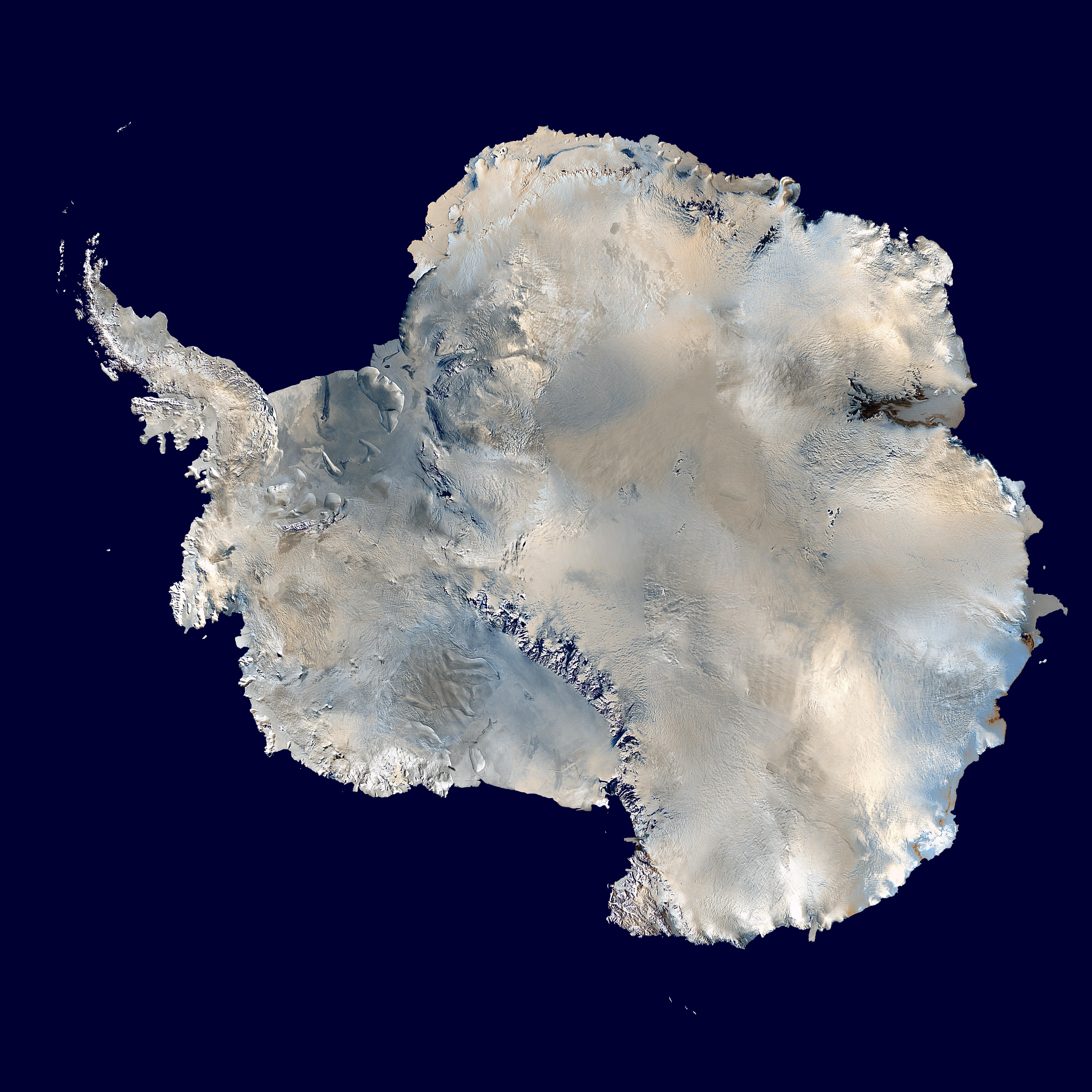
Satellietopname van de Antarctische ijskap.

Een ijskap is een koepelvormige, aaneengesloten ijsmassa van grote omvang. Een ijskap onderscheidt zich van een gletsjer doordat hij op het landschap ligt en wordt in principe niet door topografie beperkt. Op Aarde bevinden zich twee grote ijskappen, te weten Groenland en Antarctica. Daarnaast bevinden zich op Aarde nog talloze kleinere ijskappen, bijvoorbeeld de Vatnajökull op IJsland, de Hardangerjøkulen in Noorwegen en de Agassiz-ijskap op Ellesmere-eiland in het noorden van Canada.
In het Nederlands wordt ook poolkap gezegd. Daarmee wordt de Antarctische ijskap bedoeld, en het meerjarige zee-ijs rond de Noordpool. Het laatstgenoemde is echter volgens de definitie geen ijskap.

## Cijfers
De Antarctische ijskap is 12 miljoen km² groot en bevat 29 miljoen km³ ijs. Dat is 90% van al het bevroren zoet water op aarde. De Groenlandse ijskap is 1,7 miljoen km² in oppervlakte en heeft een inhoud van circa 3 miljoen km³, 9 % van het bevroren zoetwater op aarde. IJskappen buiten Antarctica en Groenland bedekken ongeveer 121.000 km².
Het zeespiegelequivalent, dat wil zeggen de hoeveelheid zeespiegelstijging bij afsmelting van de volledige ijskap, is ongeveer 61,1 m voor de Antarctische en 7,2 m voor de Groenlandse ijskap.
Het ijs van een ijskap kan zeer dik worden. De maximale ijsdikte op de Groenlandse ijskap is ruim 3 km, die van Antarctica bijna 5 km. Op de plekken waar het ijs het dikst is, worden ijskernen geboord, die meer inzicht kunnen geven in het klimaat op Aarde in het verleden.

## IJstijden en klimaat
In de ijstijden hebben er op aarde meer grote ijskappen bestaan. In het gebied van Noorwegen, Zweden, Finland, de Baltische staten en het noorden van Rusland bevond zich de grote Fennoscandische ijskap, in Noord-Amerika de Laurentide ijskap met de aangrenzende Cordillera ijskap in de Rocky Mountains. In Zuid-Amerika bevond zich de Patagonische ijskap.
Een grootschalige afsmelting van ijskappen door de opwarming van de Aarde kan grote gevolgen voor de mensen hebben. Een direct gevolg kan een stijging van de zeespiegel zijn. Men verwacht echter dat dit een proces is dat zich langzaam afspeelt: tot 2100 wordt slechts een zeespiegelstijging verwacht van enkele tientallen centimeters.

## Glaciologie
De glaciologie is de wetenschap die zich op gletsjers en op ijskappen richt. Daaronder vallen de samenstelling en de beweging van de ijsmassa.
Er zijn verschillende factoren die bij het ontstaan en het groeien van grote ijskappen tellen.
- Het klimaat en de temperatuur. IJskappen groeien snel in een koud klimaat en bij een lage temperatuur, zoals in een ijstijd. Daarmee verbonden:
- De hoogte van de bovenkant van de ijskap. Op grotere hoogte is het kouder, dus valt een groter deel van de neerslag als sneeuw en smelt er minder ijs.
- De hoeveelheid zonlicht op de ijskap. Zonlicht doet sneeuw en ijs smelten. Hiermee verbonden:
- Het albedo van de ijskap. Albedo is de mate van reflectiviteit van een oppervlak. Een oppervlak met een hoog albedo reflecteert veel zonlicht en zal maar weinig straling absorberen. Een ijskap met daarop een verse sneeuwlaag heeft een uitzonderlijk hoog albedo, tot wel 90% reflectie, waardoor de hoeveelheid opgenomen warmte klein is. De temperatuur aan de oppervlakte blijft laag waardoor de sneeuw niet of nauwelijks smelt. Deze positieve terugkoppeling kan ook andersom werken, bijvoorbeeld wanneer de sneeuw oud wordt of bevuild raakt. Het albedo zal daardoor dalen en meer straling wordt geabsorbeerd. Door het overmatig smelten van sneeuw kunnen er meren ontstaan op de ijskap.

## IJskappen op Mars

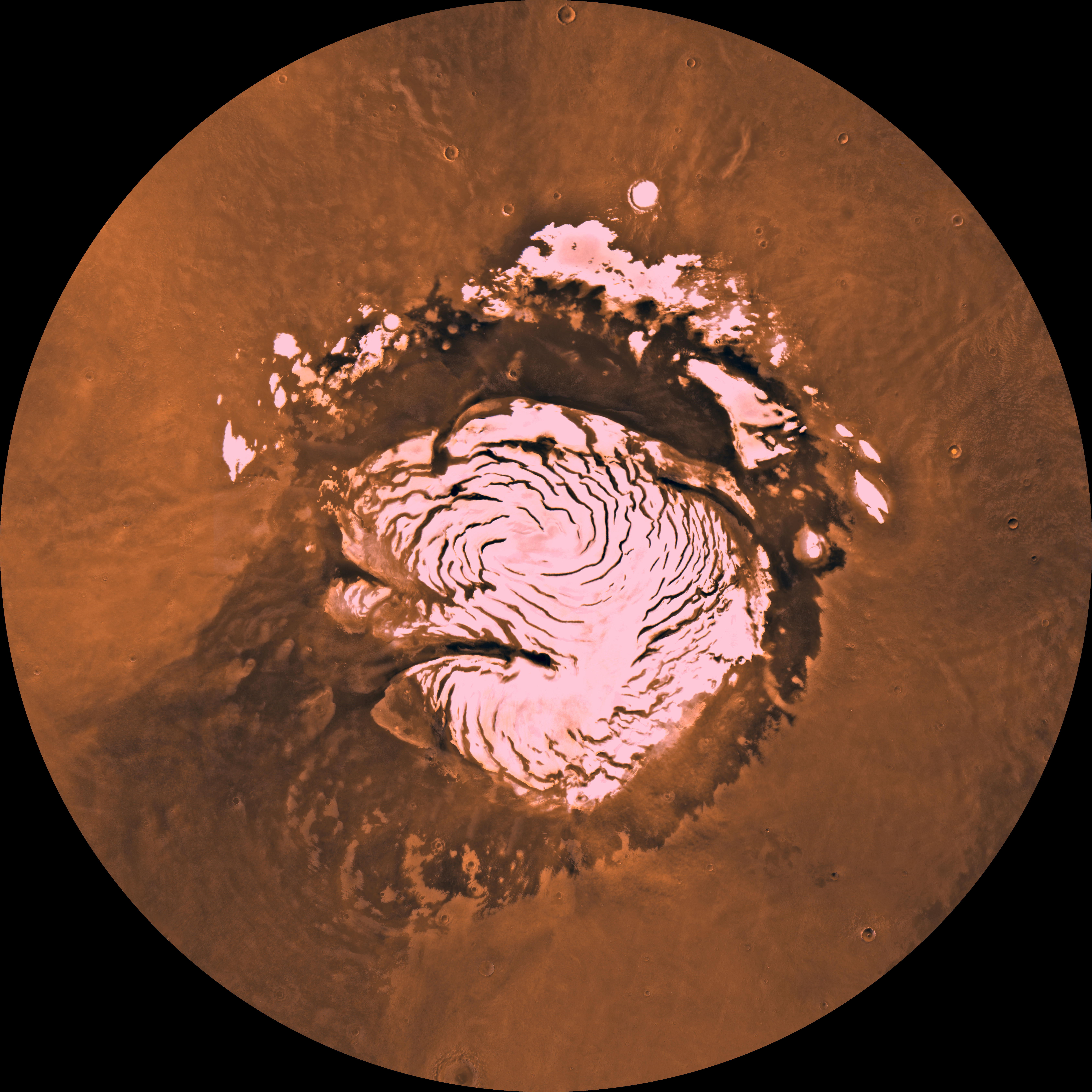
Zuidelijke ijskap op Mars.

Ook op Mars bevinden zich twee grote ijskappen op de polen van de planeet. Deze werden reeds in de 17e eeuw door astronomen vanaf de aarde met telescopen waargenomen. Deze ijskappen bestaan echter niet uit water-ijs, maar voornamelijk uit bevroren koolstofdioxide. De noordelijke ijskap heeft een volume van circa 1,6 miljoen km³ en een diameter van circa 1000 km. De zuidelijke ijskap is circa 350 km in diameter. Beide ijskappen worden gekarakteriseerd door grote spiraalvormige kloven.